# Hipposideros khaokhouayensis
Hipposideros khaokhouayensis és una espècie de ratpenat de la família dels hiposidèrids. Viu de forma endèmica a Laos. El seu hàbitat natural són en zones de bosc sempre verdes intactes i sense pertorbar. No hi ha cap amenaça significativa per a la supervivència d'aquesta espècie, tot i que està afectada per la pèrdua d'hàbitat.